# العامرة (السبرة)

تعديل مصدري - تعديل

العامرة محلة تابعة لقرية عشب، التابعة لعزلة الاخلود بمديرية السبرة إحدى مديريات محافظة إب في الجمهورية اليمنية.، بلغ تعداد سكانها 298 حسب تعداد اليمن لعام 2004.